# آنتونیو رومانو (بازیکن فوتبال، زاده ۱۹۹۶)
آنتونیو رومانو (انگلیسی: Antonio Romano؛ زادهٔ ۲۳ مارس ۱۹۹۶) بازیکن فوتبال اهل ایتالیا است.
وی همچنین در تیم‌های ملی فوتبال زیر ۱۶ سال ایتالیا، زیر ۱۷ سال ایتالیا، و زیر ۱۸ سال ایتالیا بازی کرده‌است.